# Télévision aux États-Unis

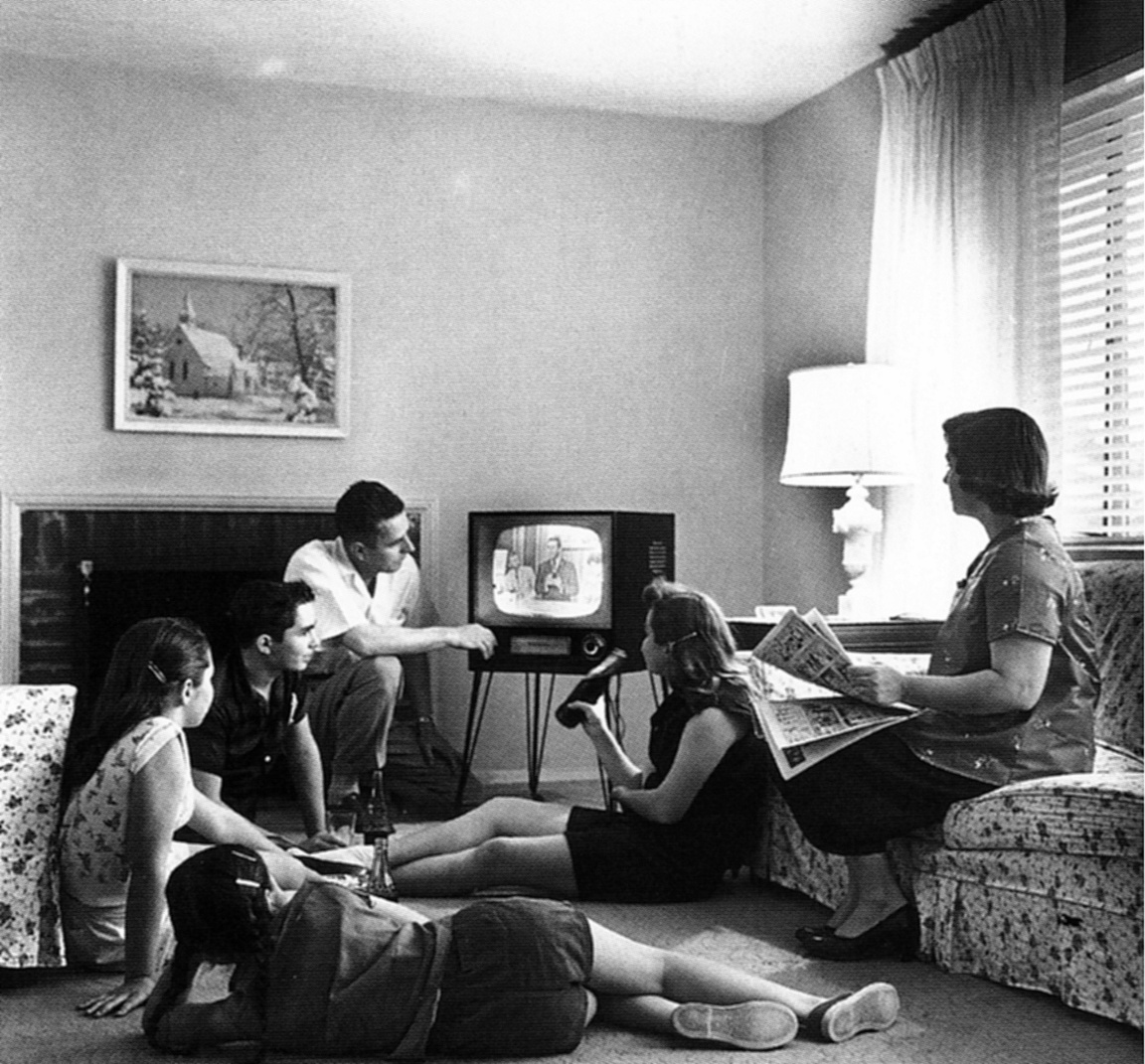
Famille américaine regardant la télévision en 1958

La télévision est l'un des principaux médias de masse aux États-Unis. 90 % des foyers américains reçoivent au moins une chaîne de télévision.
Il existe aux États-Unis trois systèmes de réception dominants. La télévision hertzienne qui est disponible gratuitement à toute personne possédant un téléviseur dans la zone de diffusion, la télévision par câble et la télévision par satellite, qui exigent un abonnement payant.
L'Histoire des techniques de télévision fait l'objet d'un article séparé.

## Télévision hertzienne
Les États-Unis ont une diffusion décentralisée. Contrairement à de nombreux pays, il n'existe pas un bouquet de chaîne diffusé au niveau national. À la place, les médias locaux possèdent leurs propres chaînes qui peuvent être affiliées ou « appartenir et exploitées » (Owned-and-operated) par un des réseaux nationaux (ou network). Ce système est une conséquence des réglementations de la Federal Communications Commission d'abord sur la radiophonie mais qui ont été reprises pour la télévision. La principale instaure qu'une station de radio « ne peut se voir délivrer de licence si elle est affiliée à un réseau détenu par une société éditant plusieurs réseaux. » Ainsi en 1940 la Radio Corporation of America (RCA) doit se séparer de l'un de ses deux réseaux : NBC Red ou NBC Blue. Une autre conséquence de ce système sont les lois antitrusts, principalement celle sur les studios et le cinéma. En 1949, le réseau de salles de cinéma United Paramount Theatres (UPT) est contraint par la Cour suprême des États-Unis de devenir une société indépendante du studio de cinéma Paramount Pictures. Cet événement a forcé les sociétés de médias à se diversifier, entre autres dans la télévision. Pour assurer la diffusion de leurs programmes, les réseaux nationaux signent des contrats d'affiliation à leur réseau. Des chaînes locales, détenues par des groupes financiers d'origine diverse souscrivent au contenu des studios.
Ces contraintes législatives ont créé un marché très morcelé et les fusions de groupe de média entraînent souvent des ventes en contrepartie de l'achat, voire des ventes en cascade, des stations redevenant locales après une transaction réalisée par son ancienne maison-mère. Toutefois, afin d'assurer une présence locale dans la télévision, le droit fédéral limite le temps de diffusion des programmes issus des networks.
Jusque dans les années 1970 et 1980, les stations locales complétaient leur programme avec une bonne partie de leurs propres émissions. Aujourd'hui, les chaînes locales produisent uniquement des émissions d'informations, le reste étant des programmes achetés en syndication, ou indépendants achetés individuellement par les chaînes.

### Réseau nationaux (networks)
Six réseaux nationaux privés prédominent sur la télévision hertzienne américaine (ou broadcast television). Il s'agit des trois networks historiques (ABC, CBS et NBC) qui ont été créés dans les années 1940 (1930, dans le cas de la NBC) et des trois réseaux challengers (Fox, UPN et The WB) qui ont été lancés dans les années 1980 et 1990. Il faut y ajouter DuMont Television Network qui a existé entre 1946 et 1956. Le 18 septembre 2006, UPN et The WB ont fusionné pour former The CW; il n'y a donc plus que 5 réseaux principaux.
Les programmes des réseaux sont relayés localement par les stations privées qui leur sont affiliées. En vertu des lois anti-trust, les réseaux ne peuvent pas être propriétaires de toutes les stations qui leur sont affiliées mais seulement 39 % de ceux-ci. Certaines stations sont détenues par des entrepreneurs locaux, d'autres par un réseau concurrent.
Ces réseaux sont détenus par les groupes suivants
- ABC: ABC Entertainment (Walt Disney Television)
- CBS: CBS Entertainment (ViacomCBS)
- NBC (English) & Telemundo (Español) : NBCUniversal Television & Streaming (Comcast)
- Fox & MyNetworkTV (Syndication): Fox Corporation
- The CW: The CW Network, LLC (CBS Entertainment Group et Warner Bros (WarnerMedia Studios & Networks)

- Univision: Univision Communications

- Ion: ION Media
- PBS (Public)

Il existe aux États-Unis plusieurs réseaux de télévision communautaires ou religieux.
Enfin, il existe de nombreuses télévisions locales privées indépendantes qui, en plus de leurs programmes locaux, diffusent essentiellement des séries en syndication et des émissions de télé-achat.

## Télévision par câble

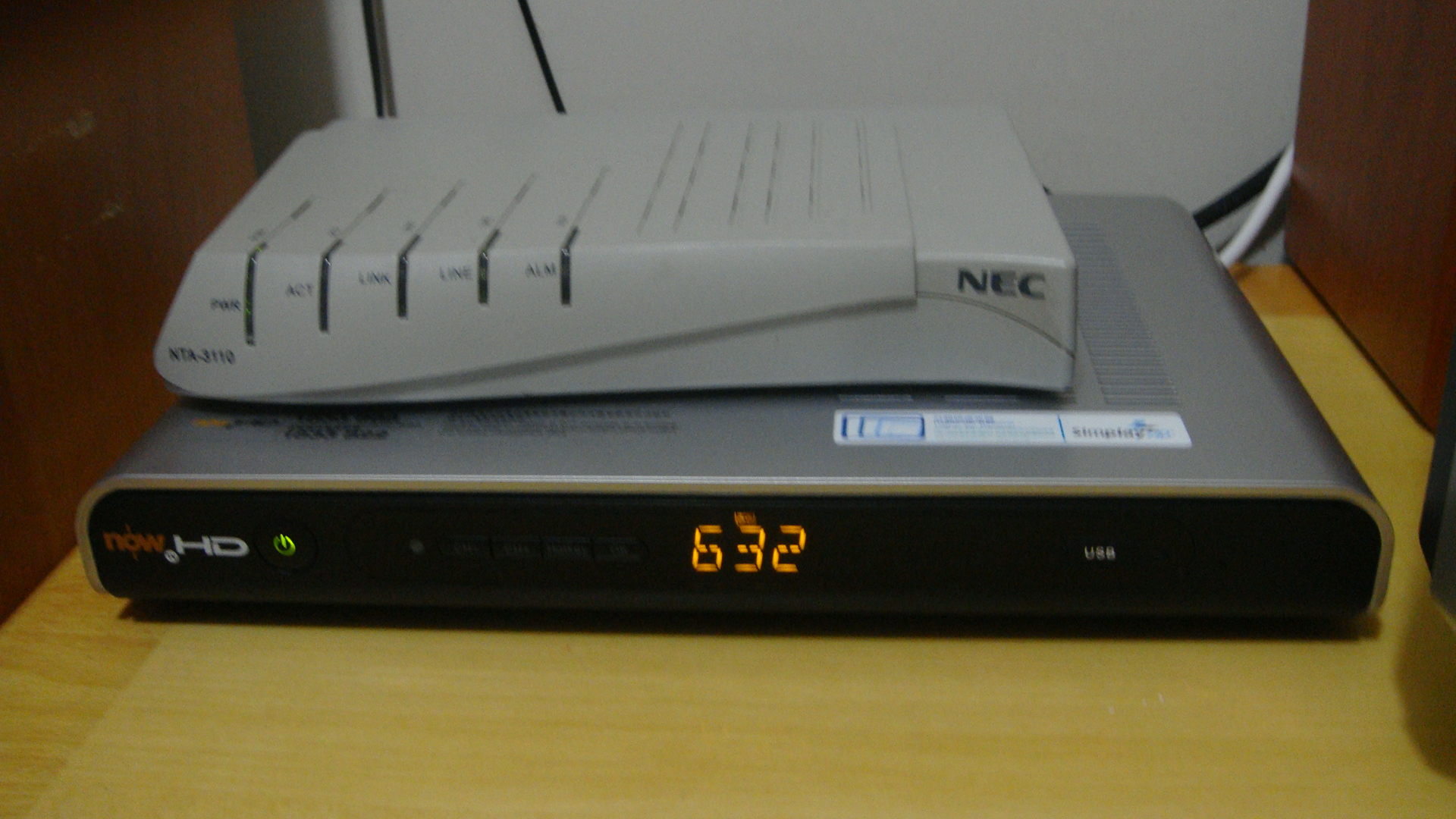
Boîtier de réception de télévision par câble

À cause de l'étendue du pays et de sa densité de population faible, la réception hertzienne était très difficile dans certaines zones des États-Unis. Un réseau de distribution par câble s'est donc développé dans les années 1970 et 2005, permettant l'émergence de dizaines de chaînes thématiques. Beaucoup de ces chaînes ont une audience confidentielle.
Les principales chaînes câblées sont, classées par groupe :
Disney
- Disney Channel (jeunesse)
- ESPN (sports)
- Freeform (jeunes adultes)
- FX / FXX (séries)

A&E (Disney-Hearst)
- A&E (documentaires, séries)
- History (histoire)
- Lifetime (femmes)

Fox Corporation
- Fox News (information)
- Fox Sports Net (sports)

NBCUniversal
- Bravo (généraliste)
- E! (téléréalité)
- Golf Channel (sport)
- NBC Universo (généraliste en espagnol)
- Oxygen (femmes)
- NBC Sports Network (sport)
- NBC Sports Regional Networks (en) (sport régional)
- Syfy (science-fiction)
- USA Network (généraliste)
- The Weather Channel (météo)
- MSNBC (chaîne par câble d'information)
- CNBC (chaîne par câble d'information financière)

WarnerMedia
- CNN & HLN (via CNN Worldwide) (information)
- Cinemax (cinéma)
- Cartoon Network (dessins animés)
- HBO (via Home Box Office Inc.) (cinéma et séries)
- Turner Broadcasting System Inc.
  - TBS (humour)
  - TCM (cinéma)
  - TNT (sports et films d'action)

ViacomCBS
- Comedy Central (humour)
- MTV (musique)
- Nickelodeon (jeunesse)
- Paramount Network (cinéma, catch)
- Showtime (cinéma et séries)

Autres
- Discovery Channel (documentaires)
- AMC (cinéma et séries)
- Starz (séries)
- TLC (télé-réalité, émissions éducatives)

Voir aussi Chaîne de télévision aux États-Unis
Les principales sociétés exploitant des réseaux câblés sont Comcast, AT&T U-verse (en), Verizon FiOS, Cox Communications, Charter Communications, Altice USA, Bright House Networks (en), Mediacom, WOW! (en) et Cable One.

## Télévision par satellite
Le principal bouquet de télévision par satellite des États-Unis est DirecTV qui compte, en 2004, douze millions de foyers abonnés.
Le bouquet Dish Network est aussi fortement présent, faisant concurrence au bouquet DirecTV.
Malgré une offre intéressante, le satellite est beaucoup moins populaire aux États-Unis qu'en Europe à cause d'une forte présence du câble à travers le pays.

## Divers
Chaque année, l'Academy of Television Arts & Sciences décerne ses Emmy Awards aux meilleurs programmes et aux meilleurs professionnels de la télévision américaine.
Les chaînes américaines sont diffusées en système NTSC.
En 2017, la filiale américaine de la chaîne russe RT a été obligée de s’enregistrer comme « agent de l’étranger ». Le 30 novembre 2017, le Congrès ne lui a pas renouvelé sa licence.